# Caenorhabditis elegans
Caenorhabditis elegans es una especie de nematodo de la familia Rhabditidae que mide aproximadamente 1 mm de longitud y vive en ambientes templados. Ha sido un importante modelo de estudio para la biología, muy especialmente la genética del desarrollo, desde los años 1970.

## Características

Anatomía de un Caenorhabditis elegans macho

C.elegans posee simetría bilateral, con cuatro cordones epidérmicos y una cavidad que contiene una serie de fluidos que le dan un aspecto transparente a contraluz. Los miembros de esta especie poseen muchos de los órganos y sistemas de cualquier otro animal. 

Se alimenta de microorganismos, tales como la bacteria Escherichia coli. 

Es un organismo hermafrodita, aunque se producen en condiciones naturales un pequeño porcentaje de especímenes masculinos (menos del 0,05% del total). 
Su anatomía está conformada por un estoma (boca), faringe, intestinos, gónadas y una cutícula de colágeno. 
Los machos tienen una sola gónada, vasos eferentes y una cola especializada para la cópula.
 Los hermafroditas poseen dos ovarios, oviductos, una cavidad para almacenar el esperma y un útero. 

Es un animal eutélico en su fase adulta, es decir, el número de células en dicha fase es constante.

## Ciclo de vida

Desplazamiento de un C. elegans.

Mediante la observación se pudo determinar cada una de las fases de su ciclo de vida. Cada adulto hermafrodita es capaz de colocar entre 200 y 300 huevos. Al  eclosionar, la nueva generación pasará por cuatro estados larvarios antes de llegar a la etapa adulta. Durante su segundo estado larvario, y en caso de sobrepoblación o ausencia de alimento, la larva puede entrar a un estado larvario alternativo, entrando a una especie de hibernación, siendo resistente al medio y al envejecimiento. A partir del cuarto estado larvario, los hermafroditas son capaces de producir espermatozoos y en el estado adulto pueden generar asimismo huevos. Los machos pueden inseminar a los hermafroditas lo que incrementa la variabilidad de sus descendientes. El tiempo promedio de este proceso es de apenas dos o tres días, y la vida promedio del adulto en el laboratorio, a una T° constante de 20 °C es de dos a tres semanas.

## C. eleganscomo modelo experimental
C. elegans se utiliza como modelo para diversos estudios genéticos, muy especialmente en genética del desarrollo. Esto se debe a que presenta condiciones especialmente favorables tales como: 1) es transparente a lo largo de toda su vida, lo que facilita la observación de su desarrollo temprano bajo el microscopio; 2) es hermafrodita, lo que favorece la obtención y mantenimiento de individuos con mutaciones recesivas; 3) es uno de los organismos animales más simples que cuentan con sistema nervioso y digestivo bien definidos, por ejemplo en cuanto a número celular, posee 959 células, lo que ha permitido caracterizar cómo se genera cada linaje celular a lo largo del desarrollo; 4) es de muy fácil mantenimiento en el laboratorio, fácil de alimentar y manejar; 5) su corta vida de 2-3 semanas lo convierte en un modelo de alto rendimiento con resultados en corto plazo de tiempo; y 6) Es relativamente sencillo interrumpir la función de genes específicos mediante interferencia por ARN interferente (RNAi), lo que permite silenciar la función de un gen para inferir su efecto.
La persona que apreció por primera vez el potencial de C. elegans como modelo de investigación fue Sydney Brenner, que recibió merecidamente el Premio Nobel por sus descubrimientos en este gusano. Por otra parte, el laboratorio de Martin Chalfie, uno de los tres ganadores del Premio Nobel de Química 2008, utiliza a C. elegans para investigar el desarrollo y funcionamiento de las neuronas.
C. elegans fue el primer organismo multicelular cuyo genoma pudo secuenciarse completo. Un primer esbozo avanzado de su secuencia se publicó en 1998, con ciertos vacíos por corregir (fue totalmente corregida en octubre de 2002). Se descubrió que el genoma del C. elegans posee cerca de 97 millones de pares de bases nitrogenadas, y alrededor de 20 000 genes; de los cuales aproximadamente el 40% coinciden con los de humanos (y entre el 60-80% de los genes humanos coinciden con los de C. elegans).

Posee seis pares de cromosomas. Los hermafroditas poseen un par de cromosomas sexuales (XX), mientras que los machos sólo tienen un cromosoma sexual(X0).

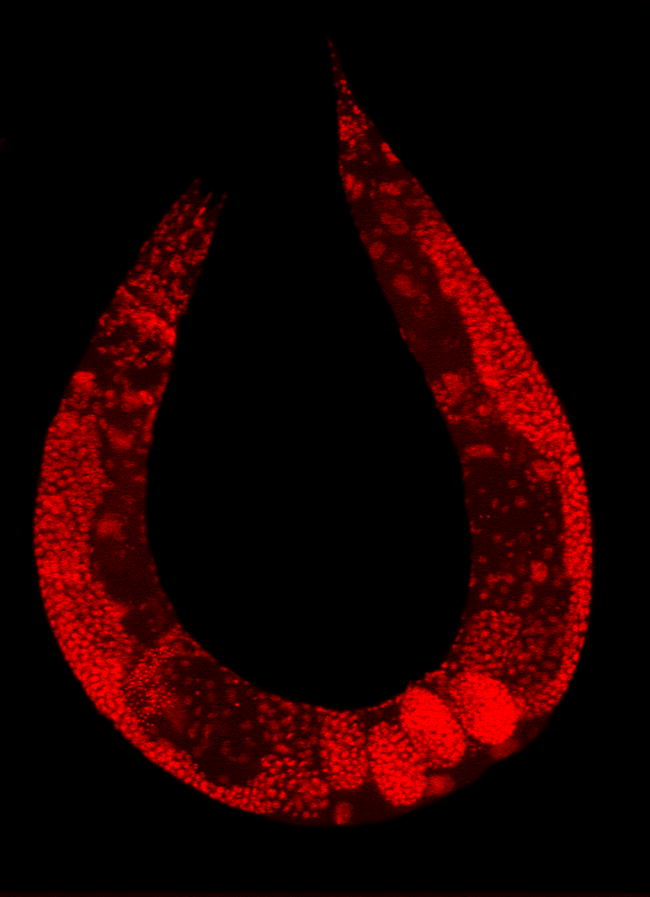
Un gusano C. elegans teñido.

El estudio de su genoma, junto a los estudios sobre la mosca Drosophila melanogaster, permitió a los científicos comprender los procesos de desarrollo temprano y diferenciación celular, y la presencia de genes maestros que controlan dicho proceso. Además, sirvió como base para secuenciar el genoma de otros animales e incluso el genoma humano.

### Uso para estudio de enfermedades

#### Estudio de la obesidad
La obesidad es un desorden multifactorial con gran prevalencia en el mundo desarrollado. Actualmente existen escasas alternativas farmacológicas para su tratamiento, principalmente dirigidas a nivel de lipasas (pancreática y gástrica) y sistema hipotalámico central.
Muchos de los genes implicados en la regulación lipídica de C. elegans se han conservado en humanos. Se han encontrado genes implicados en regulación de la función intestinal, metabolismo y apetito cuya inactivación mediante ARN interferente (RNAi) causa reducción de la obesidad o incremento del almacenamiento lipídico, según el caso.
El estudio de la obesidad en C. elegans se puede realizar fácilmente mediante  tinción de sus grasas, cuantificación y estudio de su evolución tras la exposición de diversas sustancias.

#### Estudio de la diabetes
La diabetes y la obesidad se encuentran mutuamente relacionadas por los niveles de insulina y su efecto en los tejidos periféricos y el cerebro, ya que la insulina regula el metabolismo y transporte de glucosa.
La vía de señalización de la insulina en C. elegans es similar a la humana y regula tanto el metabolismo como el desarrollo y la longevidad. Los mutantes de C. elegans con defectos metabólicos en esta vía de señalización permiten el estudio de compuestos capaces de resolver estos defectos.

#### Estudio del envejecimiento
C. elegans es una excelente elección para estudiar el envejecimiento debido a su corta vida media, la facilidad para inducir estrés oxidativo y los parecidos con el proceso de envejecimiento humano. Los factores genéticos y ambientales que afectan a C. elegans son similares a aquellos que afectan a humanos, principalmente estrés oxidativo junto a restricción calórica y sarcopenia.
Un equipo de científicos consiguió aumentar su longevidad desde 2 a 3 semanas hasta 15 o 20, gracias a la alteración de rutas celulares que se hallan en la mitocondria, la cual parece jugar un rol fundamental en el envejecimiento.

#### Estudio del Alzheimer
El progresivo envejecimiento de la población ha aumentado el interés por el estudio de la enfermedad de Alzheimer. Existen gusanos transgénicos que desarrollan agregados  amiloides de diferentes tamaños, parecidos a los que aparecen en cerebros afectados de Alzheimer. El estudio estos agregados ha convertido a C. elegans en un organismo modelo para el descubrimiento de compuestos que permitan alargar la esperanza de vida y/o la reducción de la parálisis corporal de pacientes con Alzheimer.

### Ventajas del uso de C. elegans frente a otros modelos
- Ahorro en tiempo: la esperanza de vida de C. elegans es de 2-3 semanas frente a 2-5 años de ratones. Esto permite obtener resultados en menos tiempo.
- Ahorro en costes: el mantenimiento y estudio de C. elegans en laboratorio es más barato y sencillo que otros modelos animales como ratones o mosca de la fruta.
- Ahorro en espacio, frente a otros modelos animales de mayor tamaño como ratones.
- Mayor valor estadístico: el grupo habitual de trabajo es de 300 individuos para C. elegans frente a 30-50 en ratones, aumentando la fiabilidad de los resultados.
- Permite añadir una etapa intermedia, in vivo, entre estudios in vitro y ensayos clínicos para ciertos modelos de enfermedades de los que no existe modelo en ratones.

## Biología del desarrollo deC. elegans
La capacidad de los embriólogos para analizar el desarrollo depende de la selección de organismos apropiados para este objetivo. C. elegans reúne características previamente mencionadas que promueven su consideración como organismo modelo y que en consecuencia incentiva el estudio de diferentes etapas del desarrollo de este nemátodo.

### Segmentación

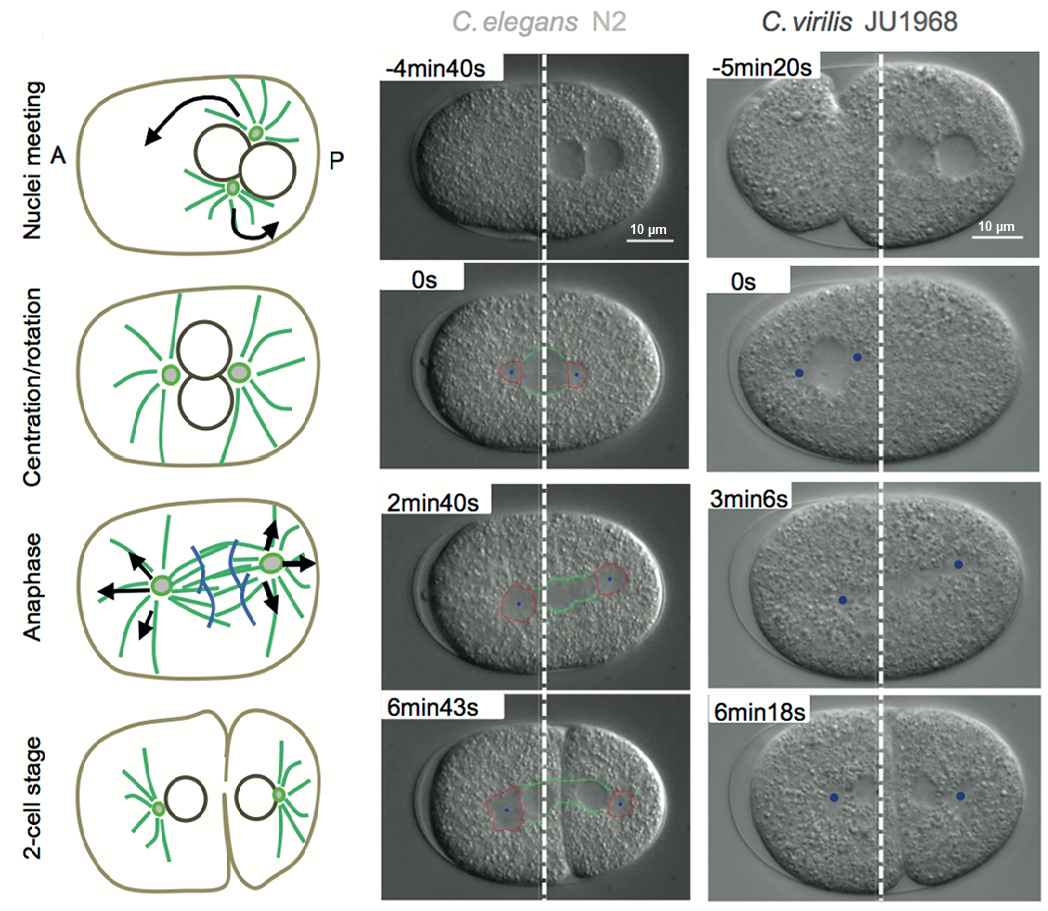
Primera división embrionaria en C.elegans. Segmentación asimétrica del embrión. Posicionamiento asimétrico del huso.

El desarrollo temprano de C. elegans es de gran importancia en la comprensión de los cambios iniciales que ocurren en el cigoto una vez la fecundación ha ocurrido. Estos cambios se caracterizan por presentar un patrón de segmentación holoblástico rotacional, el cual se encuentra también en los mamíferos.
En este patrón de segmentación, el cigoto experimenta una serie de divisiones celulares asimétricas, generando por cada división una blastómera somática (célula fundadora) de mayor tamaño y una blastómera germinal (célula madre) de menor tamaño.
En este orden de ideas, en la primera división celular el surco de segmentación está ubicado de manera asimétrica a lo largo del eje antero posterior del cigoto, quedando más próximo al futuro polo posterior. Esta primera división permite la formación de una célula fundadora grande en el polo anterior (AB)  y una célula madre ubicada en el polo posterior de menor tamaño (P1, Fig. 1).  AB y P1, son blastómeras que no solo divergen por su tamaño sino también por los destinos celulares que tienen en el organismo, siendo AB la blastómera que origina exclusivamente células somáticas y P1 la que da lugar tanto a células somáticas como a  células de la línea germinal del nemátodo (Fig. 2).

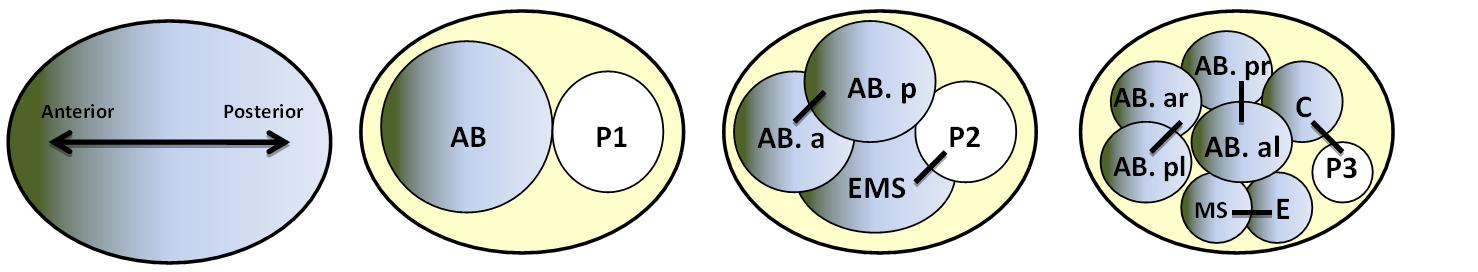
Fig 1. Desarrollo temprano del cigoto de C. elegans posterior a la fecundación.

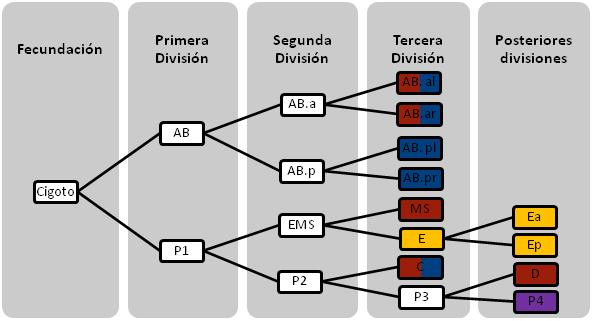
Fig 2. Linaje celular de C. elegans.

En la segunda división celular, ocurren dos eventos de gran importancia: primero,  la célula fundadora AB experimenta una división celular que da lugar a dos células fundadoras hijas las cuales se nombran según su ubicación (Figs. 1 y 2). Segundo,  la célula madre P1 se divide para formar una célula fundadora somática anterior (EMS) y una célula madre posterior (P2) que continuará con la formación de la línea germinal del nematodo.

### Determinación eje antero-posterior
La determinación de cuál extremo del huevo será el anterior y cual será el posterior depende de factores como la ubicación del pronúcleo del espermatozoide. En la fecundación justo cuando el espermatozoide entra en el citoplasma del gameto femenino, el centriolo del espermatozoide comienza a realizar una serie de movimientos citoplasmáticos que ejercen una fuerza sobre el pronúcleo del espermatozoide, empujándolo en el extremo más cercano del gameto femenino, este extremo será el polo posterior del huevo.
Los movimientos citoplasmáticos provocados por el centriolo del espermatozoide, no solo modifican la orientación del pronúcleo del espermatozoide sino que genera movimientos de proteínas maternas a lo largo de todo el cigoto. Una de estas proteínas es PAR2, la cual se ubica cerca al núcleo del espermatozoide mientras que otra proteína, PAR3 se ubica en el lado opuesto (futuro polo anterior), la ubicación determinada de estas dos proteínas conlleva a la posición de una tercera proteína PAR1 en el polo posterior (junto con PAR2, Fig. 3).

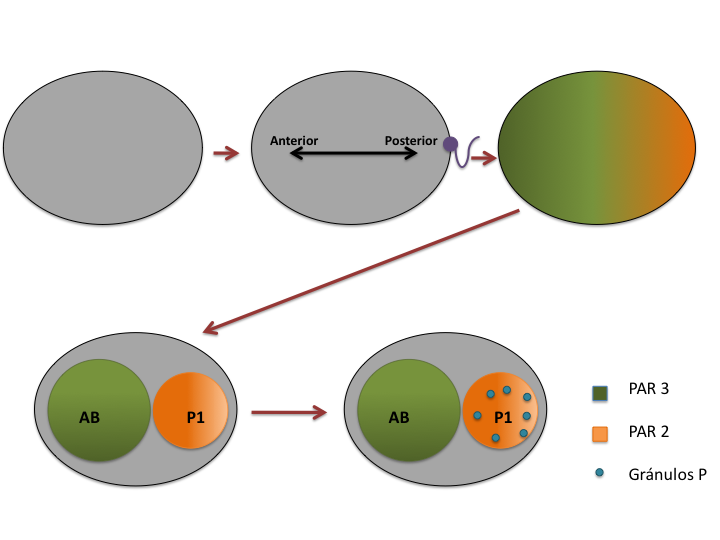
Fig. 3. Mecanismo de polarización celular de C .elegans.

Estas proteínas son de gran importancia en el establecimiento y mantenimiento de la polaridad celular en un rango amplio de metazoos, en especial cuando la polarización es un requisito para dar lugar a divisiones celulares asimétricas como las evidenciadas en la segmentación de C. elegans. De esta manera, las Proteínas PAR son trascendentales en el alineamiento del huso mitótico y en este caso manipulan la ubicación de complejos de ribonucloproteínas importantes para la especificación de las células germinales antes mencionadas, estos complejos son conocidos como gránulos P.
La célula P4, se caracteriza por tener gránulos P, los cuales se encargan de regular la expresión de genes, gracias a la acción de proteínas como la RNA helicasa, Poli ( A) polimerasa y otros factores de iniciación de la transcripción.
Estudios han demostrado que estos gránulos se concentran en el polo posterior y en especial en las células madre P, es decir que inicialmente los gránulos P se encuentran en la célula P1 formada por la primera división celular asimétrica y continúa en las células descendientes de divisiones posteriores: P2, P3 y P4, dando lugar a la formación de espermatozoides y gametos femeninos (Fig.  3).

### Gastrulación
En divisiones posteriores se observa el mismo patrón, hasta llegar al evento de la gastrulación, este proceso ocurre en el estadio de 24 células justo después de la formación de la célula P4. En este momento, las hijas descendientes de la célula E (Ea y Ep) están localizadas en la región ventral del huevo y migran hacia el centro de este, en donde se dividirán para formar un intestino de 20 células. Este movimiento permite la formación de un blastoporo pequeño que será útil para la migración de otras células como P4 (Fig. 4). P4 es la siguiente célula que migra y esta lo hace a través del blastoporo, quedando debajo de los primordios del intestino (Fig. 4).

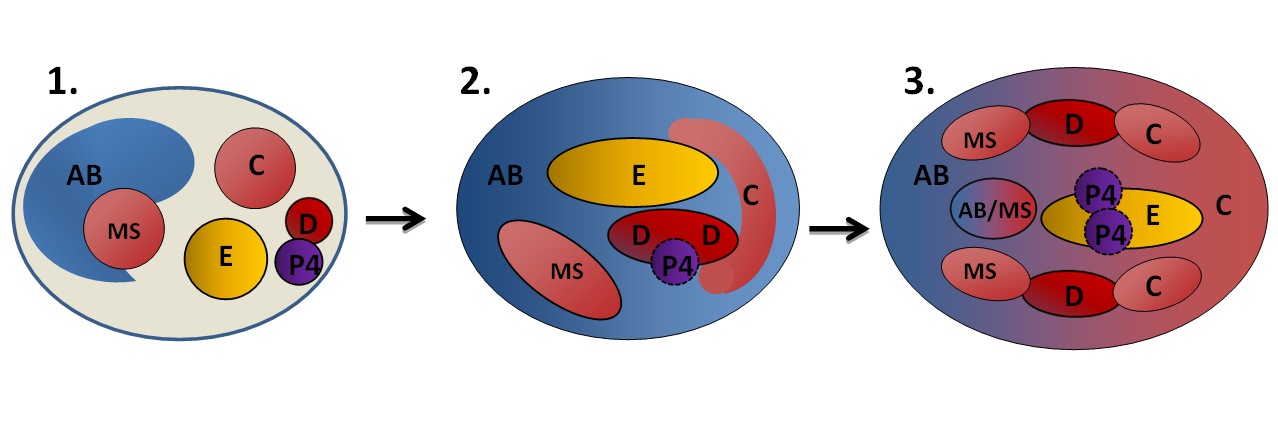
Fig 4. Proceso de gastrulación en el nemátodo C.elegans.

Después de esta migración, ocurre una serie de movimientos de las demás células del embrión. De este modo, las células descendientes de la célula MS migran hacia el lado anterior, mientras que los precursores musculares descendientes de D y C migran hacia el lado posterior. Finalmente, las células descendientes de AB que dan lugar a la faringe migran hacia adentro del embrión, mientras que las que dan lugar a la hipoblasto (precursores de la hipodermis) se mueven ventralmente por epibolía, cerrando el blastoporo. Horas más tarde, ocurre la organogénesis de manera simultánea a la elongación del embrión para transformarse en gusano hermafrodita con un contenido celular de 558 células. Después de cuatro mudas, se formará un adulto con un número total de 959 células somáticas y un número variable de espermatozoides y gametos femeninos.